# Alexander Müller (Skeletonpilot)
Alexander Müller ist ein österreichischer Skeletonpilot.
Alexander Müller war seit 1988 im Weltcup aktiv. 1996 in Winterberg und Königssee gewann er seine einzigen Weltcuprennen. In der Saison 1989/90 schloss er als Viertplatzierter im Gesamtweltcup ab, ebenso 1992/93. 1994/95 wurde Müller sogar Dritter und 1996/97 gewann er den Gesamtweltcup, 1998/99 wurde er nochmals Fünfter.
Müllers größter Erfolg bei internationalen Meisterschaften war eine Bronzemedaille bei den Weltmeisterschaften 2000 in Igls. Den dritten Rang musste er sich mit dem US-amerikaner Jim Shea teilen. In Österreich gewann Müller 1999 und 2000 die Titel, 2001 wurde er Dritter der Meisterschaft und 2002 wurde er hinter Martin Rettl Vizemeister.
Nach seiner aktiven Karriere wurde Müller Trainer des österreichischen Nationalkaders.